# Bahrenhof
Bahrenhof là một đô thị ở huyện Segeberg, bang Schleswig-Holstein, Đức. Đô thị Bahrenhof có diện tích 5,71 km², dân số thời điểm ngày 31 tháng 12 năm 2006 là 212 người.